# Какучу Веки (Бихор)
Какучу Веки (рум. Cacuciu Vechi) насеље је у Румунији у округу Бихор у општини Аушеу. Oпштина се налази на надморској висини од 254 m.

## Становништво
Према подацима из 2002. године у насељу је живело 191 становника, од којих су сви румунске националности.